# Middle-earth: Shadow of War
Middle-earth: Shadow of War is een action-adventurespel ontwikkeld door Monolith Productions. Het spel wordt uitgegeven door WB Games en kwam op 10 oktober 2017 uit voor de PlayStation 4, Windows en de Xbox One. Het spel is de opvolger van Middle-earth: Shadow of Mordor uit 2014.

## Verhaal
Het verhaal van het spel speelt zich af tussen De Hobbit en In de ban van de ring. De Doler Talion en de Elfensmid Celebrimbor hebben hun krachten gebundeld en hebben een nieuwe magische ring gesmeed in de strijd tegen Sauron en zijn leger. Samen proberen ze forten en vestingen te veroveren en Mordor voor eens en altijd terug te krijgen.